# Robert Furlong
Robert Furlong, né le 11 novembre 1976 dans l'île Fogo à Terre-Neuve, est un ancien caporal, tireur d'élite des Forces armées canadiennes. Il est détenteur jusqu'en 2009 du record de distance de tir létal pour un tireur d'élite avec 2 430 mètres. 
Établi en mars 2002 lors de l'opération Anaconda en Afghanistan, il dépasse le précédent record de Arron Perry établit à 2 310 mètres également en mars 2002. Le record suivant date de novembre 2009, il est établi par le Lance Corporal Craig Harrison de la British Army avec 3 tirs au but à 2 475 mètres.

## Détails sur le tir

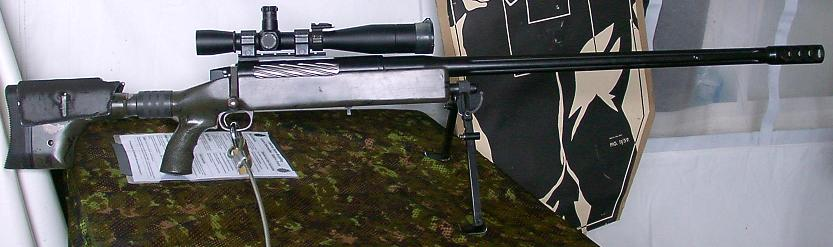
Le fusil que Rob Furlong utilisa pour tuer un ennemi à 2430 m.

En mars 2002, Furlong participe à l'opération Anaconda dans la vallée Shah-i-Kot en Afghanistan en tant que membre du 3rd Battalion of Princess Patricia's Canadian Light Infantry (PPCLI). Son équipe de tireurs d'élite comprenait le MCpl. Graham Ragsdale (en) (commandant de l'équipe), MCpl. Tim McMeekin, MCpl. Arron Perry, et Cpl. Dennis Eason. Un groupe de trois combattants d'Al-Qaïda faisait mouvement vers une position à flanc de montagne et Furlong les visa avec son McMillan TAC-50 chargé de cartouches .50 BMG à faible trainée. Il prit pour cible un ennemi transportant une Kalachnikov RPK. Son premier tir échoua mais le second toucha le sac à dos que portait la cible. Le troisième tir toucha la cible au torse, la tuant. La distance l'en séparant était de 2 430 mètres (2,657 yd / 1.509 miles). Avec une vitesse à la bouche de 823 m/s, chaque tir atteignait la cible environ quatre secondes après le départ.
Cet exploit n'est pas représentatif de la portée effective (avec une grande probabilité de succès) de l'arme employée sur cible mouvante. Le tir a été facilité par la faible densité de l'air régnant dans la vallée de Shah-i-Kot (altitude 2 740 m),,.

## Vidéos
- Interview #1
- Interview #2